# طارون
طارون یکی از روستاهای استان آذربایجان شرقی است که در دهستان کندوان بخش کندوان شهرستان میانه واقع شده‌است.
محصولات این روستا سیب وگلابی می‌باشد .